# Erax rufipes
Erax rufipes là một loài ruồi trong họ Asilidae. Erax rufipes được Scopoli miêu tả năm 1763.